# Генріх Гессен-Дармштадтський
Генріх Гессен-Дармштадтський (нім. Heinrich von Hessen-Darmstadt; 29 вересня 1674 — 31 січня 1741) — принц Гессен-Дармштадтський, австрійський генерал, командуючий військами у Леріді під час Війни за іспанську спадщину.

## Біографія
Генріх народився 29 вересня 1674 року у Дармштадті. Він був п'ятим сином і шостою дитиною в родині ландграфа Гессен-Дармштадтського Людвіга VI та його другої дружини Єлизавети Доротеї Саксен-Гота-Альтенбурзької.
Як і його брати Георг, Філіпп і Фрідріх, Генріх перейшов у католицтво і вступив на імператорську службу. Там він дослужився до звання генерал-вахмістра, що відповідає генерал-майору. Під керівництвом свого брата Георга брав участь у захопленні Гібралтара 1704 року.

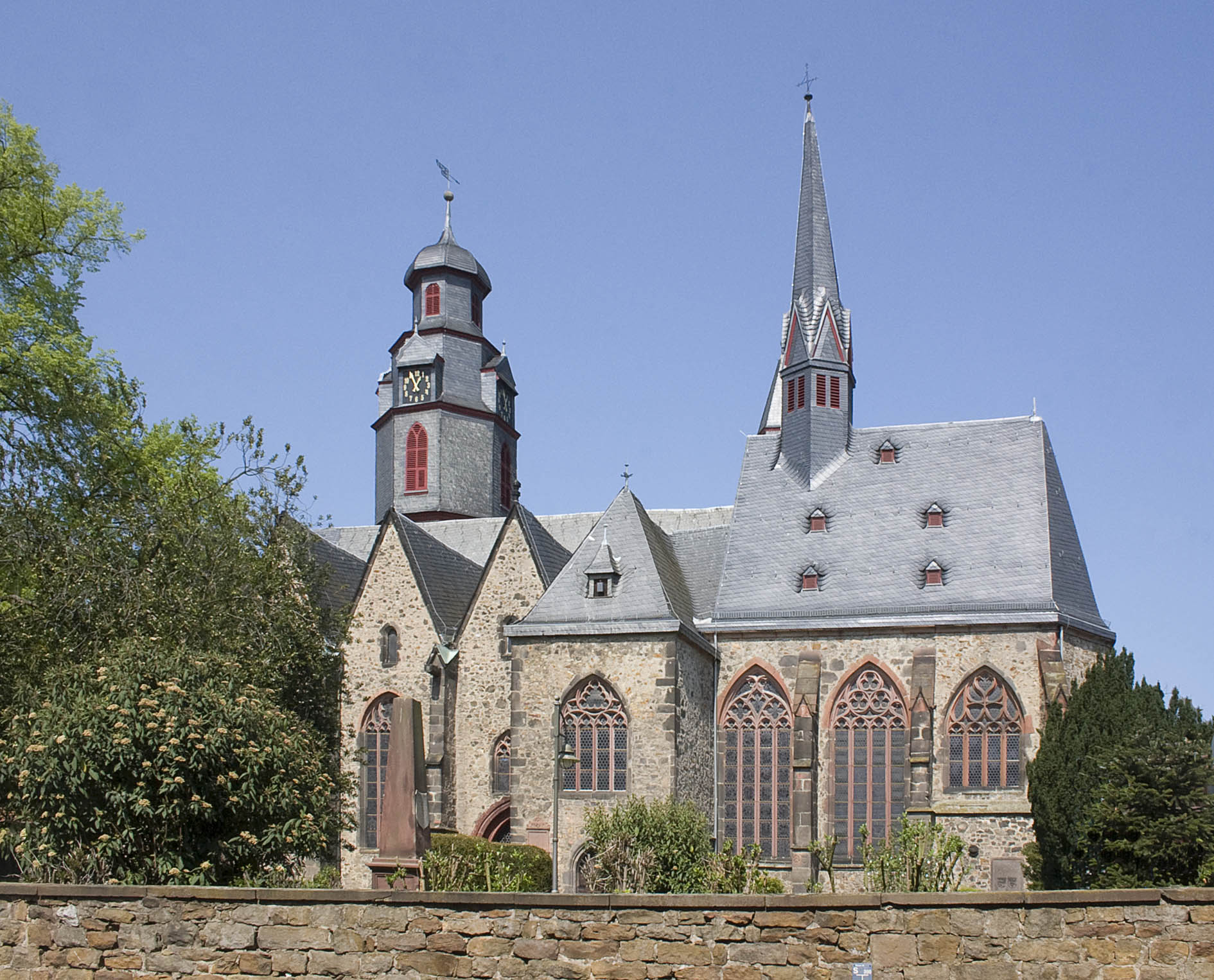
Markuskirche

У 1705 році Генріх став генерал-фельдмаршал-лейтенантом і був призначений командуючим військом у Леріді. У жовтні 1707 року на чолі армії у 2,5 тис. чоловік він захищав місто під час війни за іспанську спадщину.
Після протистояння у 1710 році із графом Гвідобальдом фон Штарембергом, пішов у відставку. Повернувся до Німеччини і оселився у Буцбаху, де раніше жила його матір. Під впливом знову навернувся до протестантизму.
Помер у Буцбаху 31 січня 1741 року. Похований у місцевій Evangelische Markuskirche.